# Meloemorpha anomala
Meloemorpha anomala là một loài bọ cánh cứng trong họ Cerambycidae.